# 26. julij
26. julij je 207. dan leta (208. v prestopnih letih) v gregorijanskem koledarju. Ostaja še 158 dni.

## Dogodki
- 811 – Bolgari pod Krumovim poveljstvom v bitki pri Pliski premagajo Bizantince
- 1139 – Alfonz I. se okliče za prvega portugalskega kralja in razglasi odcepitev od Kastilije
- 1581 – severne pokrajine (današnja Nizozemska) v Haagu razglasijo neodvisnost od Španije
- 1788 – New York ratificira ustavo ZDA in tako postane 11. zvezna država
- 1803 – v Londonu odprejo železnico Surrey Iron Railway, verjetno prvo javno železnico na svetu
- 1822 – Simón Bolívar in José de San Martín se sestaneta v Guayaquilu
- 1847 – Liberija postane neodvisna država
- 1887 – Ludwik Lejzer Zamenhof objavi Dr. Esperanto's International Language, kjer predstavi umetni jezik esperanto
- 1908 – v ZDA ustanovijo »Office of the Chief Examiner«, ki se pozneje preimenuje v FBI
- 1936 – Sile Osi se odločijo za posredovanje v španski državljanski vojni
- 1939 – ZDA prekličejo trgovsko pogodbo z Japonsko
- 1940 – Slonokoščena obala se priključi Svobodni Franciji
- 1941 – zaradi japonske zasedbe Francoske Indokine ameriški predsednik Franklin Delano Roosevelt ukaže zaseči vse japonsko premoženje na ozemlju ZDA
- 1944 – prvo oddajanje Radia OF
- 1945:
  - ustanovitev Vietnama
  - Winston Churchill odstopi
  - Harry S. Truman, Winston Churchill in Čang Kaj-Šek podpišejo Potsdamsko deklaracijo o pogojih japonske vdaje
- 1953 – z neuspešnim Castrovim napadom na Moncado se prične kubanska revolucija
- 1956 – egiptovski predsednik Gamal Abdel Naser podržavi Sueški prekop
- 1958 – izstreljen ameriški satelit Explorer 4
- 1963:
  - izstreljen Syncom 2, prvi geosinhroni satelit
  - potres v Skopju zahteva 1.070 smrtnih žrtev
- 1965 – Maldivi postanejo neodvisna država
- 1971 – izstrelitev Apollo 15
- 1989 – študent Robert Tappan Morris ml. je kot prva oseba obtožen razširjanja računalniških črvov

## Rojstva
- 1030 – Stanislav iz Szczepanówa, škof Krakowa in svetnik († 1079)
- 1308 – Stefan Dušan (Stefan Uroš IV. Dušan Nemanjić, Dušan Silni), srbski car ( † 1355)
- 1782 – John Field, irski pianist, skladatelj († 1837)
- 1802 – Mariano Arista, mehiški predsednik († 1855)
- 1825 – Franc Šbül, madžarsko-slovenski pesnik († 1864)
- 1855 – Ferdinand Tönnies, nemški sociolog († 1936)
- 1856 – George Bernard Shaw, irski dramatik, pisatelj, nobelovec 1925 († 1950)
- 1865 – Philipp Scheidemann, nemški državnik († 1939)
- 1875 – Carl Gustav Jung, švicarski psihiater, psiholog († 1961)
- 1885 – Émile Salomon Wilhelm Herzog - André Maurois, francoski pisatelj († 1967)
- 1887 – Reuben Leon Kahn, ameriški imunolog († 1979)
- 1893 – George Grosz, nemški slikar († 1959)
- 1894 – 
  - Aldous Huxley, angleški pisatelj († 1963)
  - Peter Loboda, slovenski kipar († 1952)
- 1903 – Franjo Dominko, slovenski fizik, astronom († 1987)
- 1922 – Rafko Vodeb, slovenski duhovnik, eksorcist, teolog, filozof, umetnostni zgodovinar, pesnik, prevajalec (* 1922)
- 1928 – Stanley Kubrick, ameriški filmski režiser († 1999)
- 1933 – Albin Rudan, slovenski glasbenik, Avsenikov klarinetist († 2009)
- 1939 – John Winston Howard, avstralski predsednik vlade
- 1940 – Jean-Luc Nancy, francoski filozof
- 1943 – Mick Jagger, angleški rockovski glasbenik
- 1959 – Kevin Spacey, ameriški filmski igralec
- 1964 – Sandra Bullock, ameriška filmska igralka

## Smrti
- Dži, deseti kitajski cesar iz dinastije Han (*  138)
- 796 – Offa, anglosaški kralj (* ok. 730)
- 1380 – Komjo, japonski proticesar (* 1322)
- 1411 – Elizabeta Nürnberška, nemška kraljica (* 1358)
- 1527 – Jovan Nenad, vojskovodja in samozvani srbski car (* okoli 1492)
- 1630 – Karel Emanuel I., italijanski vojvoda (* 1562)
- 1684 – Elena Piscopia, italijanska filozofinja (* 1646)
- 1863 – Samuel Houston, teksaški (ameriški) politik (* 1793)
- 1896 – Lothar von Faber, nemški podjetnik (* 1817)
- 1918 – 
  - Mick Mannock, britanski vojaški pilot, letalski as (* 1887)
  - Fanny zu Reventlow, nemška pisateljica, prevajalka in slikarka (* 1871)
- 1925 – Gottlob Frege, nemški matematik, logik, filozof (* 1848)
- 1934 – Rudolf Maister, slovenski pesnik, vojskovodja (* 1874)
- 1941 – 
  - Henri Léon Lebesgue, francoski matematik (* 1875)
  - Benjamin Lee Whorf, ameriški antropolog in lingvist (* 1897)
- 1942 – Roberto Arlt, argentinski pisatelj, dramatik, novinar (* 1900)
- 1944 – Reza Pahlavi, iranski šah (* 1878)
- 1952 – Eva Peron, argentinska političarka (* 1919)
- 1958 – Iven Carl Kincheloe mlajši, ameriški vojaški pilot (* 1928)
- 1969 – Frank Loesser, ameriški skladatelj (* 1910)
- 1971 – Diane Arbus, ameriška fotografinja (* 1923)
- 1984 – 
  - Ed Gein, ameriški množični morilec (* 1906)
  - George Horace Gallup, ameriški statistik (* 1901)

## Prazniki in obredi
- Kuba – dan revolucije
- Liberija – dan neodvisnosti
- Maldivi – dan neodvisnosti
- Indija – vidžaj divas
- God - Sv. Ana